# Сан-Жуліан-душ-Пассуш
Сан-Жуліан-душ-Пассуш (порт. São Julião dos Passos; МФА: [ˈsɐ̃w ʒu.ɫi.ˈɐ̃w duʃ ˈpa.suʃ]) — парафія в Португалії, у муніципалітеті Брага. Розташована в північно-західній частині країни, на теренах історичної португальської провінції Дору-Міню. Входить до складу округу Брага. За адміністративним поділом, чинним до 1976 року, терени парафії були складовою провінції Міню. Належить до Бразької архідіоцезії Католицької церкви. Патрон — святий Юліан. Площа — 1,9952 км². Населення — 654 ос. (2011). Сильно урбанізований регіон. Густота населення — 327,79 осіб/км²
. Код — 030343.

## Назва
- Пассуш (Сан-Жуліан) (порт. Passos (São Julião)) — офіційна назва[5].

## Населення
| Кількість мешканців | Кількість мешканців | Кількість мешканців | Кількість мешканців | Кількість мешканців | Кількість мешканців | Кількість мешканців | Кількість мешканців | Кількість мешканців | Кількість мешканців | Кількість мешканців | Кількість мешканців | Кількість мешканців | Кількість мешканців | Кількість мешканців |
| ------------------- | ------------------- | ------------------- | ------------------- | ------------------- | ------------------- | ------------------- | ------------------- | ------------------- | ------------------- | ------------------- | ------------------- | ------------------- | ------------------- | ------------------- |
| 1864                | 1878                | 1890                | 1900                | 1911                | 1920                | 1930                | 1940                | 1950                | 1960                | 1970                | 1981                | 1991                | 2001                | 2011                |
| 391                 | 431                 | 407                 | 443                 | 466                 | 451                 | 533                 | 579                 | 653                 | 689                 | 619                 | 758                 | 731                 | 697                 | 654                 |